# César Camarero
César Camarero (Madrid, 1962) es un compositor español de música clásica. Con 15 años se trasladó de España a Nueva York donde inició su formación musical. En el año 1983 su obra Metamorfosis, para dieciséis acordeones y orquesta de cuerda, obtuvo el premio internacional de composición Broadcast Music Inc. En el año 1985 regresó a Madrid, donde fue alumno de los compositores Luis de Pablo y Francisco Guerrero Marín. En el año 2006 obtuvo el Premio Nacional de Música (España). Su obra ha sido interpretada en concierto y grabada en numerosas ocasiones.

## Obra
Su obra tiene influencias de Morton Feldman, Elliott Carter y Francisco Guerrero Marín, con quien comparte en ocasiones una técnica para crear la partitura a partir de planteamientos matemáticos rigurosos. El autor, poco partidario de explicar sus propias obras, opina que las composiciones deberían hablar por sí mismas, no necesitando pues de ninguna explicación. Sin embargo solamente los títulos son suficientemente sugerentes. A continuación algunos ejemplos:
- Metamorfosis. Para 16 acordeones y orquesta de cuerda (1983).
- El silencio va más deprisa al revés. Para cuarteto de cuerda (1988)
- Mosaico II. Para ensemble de 10 instrumentos. (1991)
- Mosaico I. Para flauta y violín. (1992)
- Finale. Para piano (1993)
- Attraverso. Para conjunto de flauta, oboe, clarinete y fagot (1993)
- Aria. Para violín y piano (1994)
- Nostalgia de un pasaje futuro. Para clarinete, chelo, piano y 2 manipuladores de armónicos (2004)
- Instrucciones para dejarse caer al otro lado del vacío. Ballet (2005).[6]
- Música para inducir al sueño (2005)
- Pulsión . Para violín, chelo y piano (2007)
- Vanishing Point. Para percusión y orquesta (2007)
- Inmersión . Para viola (2008)

## Discografía
- Camarero: Obras De Cámara Y Música De Danza ; Plural Ensemble (Solistas), Academia De Música Contemporánea De La Jonde.
- Camarero: 34 Maneras De Mirar Un Vaso De Agua ; Taller Sonoro .
- César Camarero: Duración invisible. Trío Arbós.